# Herbert Kleber
Herbert David Kleber (n. 19 iunie 1934, Pittsburgh, Pennsylvania, SUA – d. 5 octombrie 2018, Santorini, Administrația descentralizată a Mării Egee⁠⁠(d), Grecia) a fost un psihiatru american și cercetător în domeniul abuzului de substanțe. Este cunoscut pentru promovarea unor metode științifice în lupta contra dependenței, în locul pedepselor și a moralismului.

## Copilărie și studii
S-a născut la 19 iunie 1934 în Pittsburgh. Părinții săi erau imigranți evrei din Europa de Est. Tatăl său, Max Kleber, a fost farmacist de profesie și administra un atelier de confecționare a valizelor. Mama sa, Doethea (Schulman) Kleber, era activă în strângerea de fonduri pentru Israel.
A frecventat Colegiul Dartmouth și actualul Colegiu de Medicină Sidney Kimmel din Philadelphia, la cel din urmă studiind medicina. A fost medic rezident la Spitalul Yale-New Haven . A intrat în Serviciul de Sănătate Publică din SUA în 1964 și a fost dezamăgit când a fost repartizat pentru o perioadă de doi ani la spitalul din Lexington, Kentucky. O mare parte din pacienții din Lexington erau narcomani (programele de la Lexington au stat ulterior la baza Institutului Național pentru Abuzul de Droguri). Deși Kleber își dorea să practice psihiatrie, experiența acumulată la Lexington l-a recomandat ca profesionist în tratamentul dependenței atunci când s-a întors la Yale.

## Carieră
În 1968, el a fondat Unitatea de dependență de droguri la Universitatea Yale, unde era profesor de psihiatrie. A condus Unitatea până în 1989. A fost apoi, timp de doi ani și jumătate, director adjunct la Oficiul Politicii Naționale pentru Controlul Drogurilor de la Casa Albă, fiind însărcinat cu reducerea cererii pentru droguri.
De-a lungul carierei sale, Kleber a promovat cercetarea științifică în studierea cauzelor și tratamentelor dependenței, în detrimentul abordării moraliste care era răspândită pe atunci.
În 1992, Kleber și soția sa, Marian Fischman, au fondat Divizia de Abuz de Substanțe în cadrul Departamentului de Psihiatrie de la Universitatea Columbia. Noua entitate a devenit unul dintre cele mai importante centre pentru tratamentul abuzului de substanțe din Statele Unite. El a fost director al Diviziei și a condus o serie de proiecte privind noile metode de tratare a persoanelor cu dependență de cocaină, heroină, opiu medicinal, alcool sau marijuana. De asemenea, el a fost co-fondator al Centrului Național de Dependență și Abuz de Substanțe la aceeași universitate, împreună cu Joseph Califano.
Conform unui articol publicat de Vice în 2014, Kleber a lucrat ca consultant pentru industria farmaceutică în domeniul medicamentelor pe bază de opiu.
Kleber a fost autor sau coautor a peste 250 de lucrări și co-redactor al American Psychiatric Press Textbook of Substance Abuse Treatment, publicație aflată acum la cea de-a patra ediție.
În 1996, a fost ales ca membru al Institutului de Medicină al Academiei Naționale de Științe. A participat în consiliile de administrație ale mai multor organizații, inclusiv Partnership for a Drug-Free America, Institutul de cercetare a tratamentului de la Universitatea din Pennsylvania și Centrul Betty Ford.

## Viață personală
Kleber s-a căsătorit cu iubita sa din liceu Joan Fox în 1956. Împreună au crescut trei copii, dar au divorțat. S-a căsătorit apoi cu cercetătoarea Marian Fischman, care a murit în 2001. A treia căsnicie a avut-o cu Anne Burlock Lawver, care i-a fost soție din 2004 până la moarte.
A murit de insuficiență cardiacă la 5 octombrie 2018, în timp ce era în vacanță cu familia sa în Grecia.

## Recunoaștere
Savantul a primit numeroase premii și două diplome Honoris causa.
La 1 octombrie 2019, Google a celebrat 23 de ani de la alegerea sa ca membru al Academiei Naționale de Medicină cu un Google Doodle.